# Associazione Sportiva Biellese 1948-1949
Questa voce raccoglie le informazioni riguardanti l'Associazione Sportiva Biellese nelle competizioni ufficiali della stagione 1948-1949.

## Rosa
| N. |                    | Ruolo | Calciatore        |
| -- | ------------------ | ----- | ----------------- |
|    | Albania (bandiera) | A     | Sebahudin Biçaku  |
|    | Italia (bandiera)  | A     | Giovanni Costanzo |
|    | Italia (bandiera)  | C     | G. Di Pasquale    |
|    | Italia (bandiera)  | D     | G. Galimberti     |
|    | Italia (bandiera)  | A     | G. Gariazzo       |
|    | Italia (bandiera)  | P     | Vaifro Leni       |
|    | Italia (bandiera)  | C     | A. Merlo          |
|    | Italia (bandiera)  | C     | V. Mosca          |

| N. |                     | Ruolo | Calciatore         |
| -- | ------------------- | ----- | ------------------ |
|    | Italia (bandiera)   | C     | M. Prelati         |
|    | Italia (bandiera)   | A     | A. Sacchini        |
|    | Italia (bandiera)   | C     | Ermanno Scaramuzzi |
|    | Italia (bandiera)   | D     | V. Soldani         |
|    | Ungheria (bandiera) | C     | István Szobel      |
|    | Italia (bandiera)   | P     | G. Vaccari         |
|    | Italia (bandiera)   | A     | Giuseppe Vannucci  |
|    | Italia (bandiera)   | A     | L. Zaniroli        |